# Selliguea cretifera
Selliguea cretifera är en stensöteväxtart som först beskrevs av Cornelis Rugier Willem Karel van Alderwerelt van Rosenburgh, och fick sitt nu gällande namn av Ren-Chang Ching. Selliguea cretifera ingår i släktet Selliguea och familjen Polypodiaceae. Inga underarter finns listade.